# Château d'Euryale
Le château d'Euryale est une forteresse de Syracuse. Il se dresse à l'ouest du plateau de la colline d'Épipoles, l’un des cinq quartiers de la ville antique. Son nom vient de la conformation assumée par la contribution des meilleurs ingénieurs de l’époque, la forme d’un clou à la grosse tête (euryale)

## Historique
Les défenses de Syracuse antérieures à Denys l'Ancien sont mal connues. Mais le tyran semble le premier à intégrer le plateau des Épipoles dans la défense. 
En -401, Denys de Syracuse fait élever en une vingtaine de jours un mur nord des Epipoles, long de plus de 5 kilomètres, puis un mur au sud-ouest. Le site est la clé de l'enceinte fortifiée de Syracuse voulue par le tyran, qui incluait Ortygie et le plateau dans une muraille d'une trentaine de kilomètres. Il est protégé par trois fossés et un fortin entre les fossées B et C.
Il est remanié probablement sous Agathocle, renforcé sur les conseils d'Archimède lors de la deuxième guerre punique avec le creusement des fossés occidentaux, l'adjonction d'une plateforme au sommet des cinq tours d'environ 15 mètres de hauteur, pour y installer les catapultes, et le percement de tunnels dans le roc. Timoléon et Pyrrhus le modifient probablement à leurs tours. Aussi, l'essentiel des éléments de l'Euryale que l'on peut voir aujourd'hui sont postérieurs à Denys
Occupant 15 000 m2 de surface, l'Euryale est considéré la plus complexe forteresse militaire de l’histoire grecque, inspirant les ingénieurs syracusains du rempart de Saint-Blaise près de l'étang de Berre, et peut-être les ingénieurs sélinontains.

## Galerie

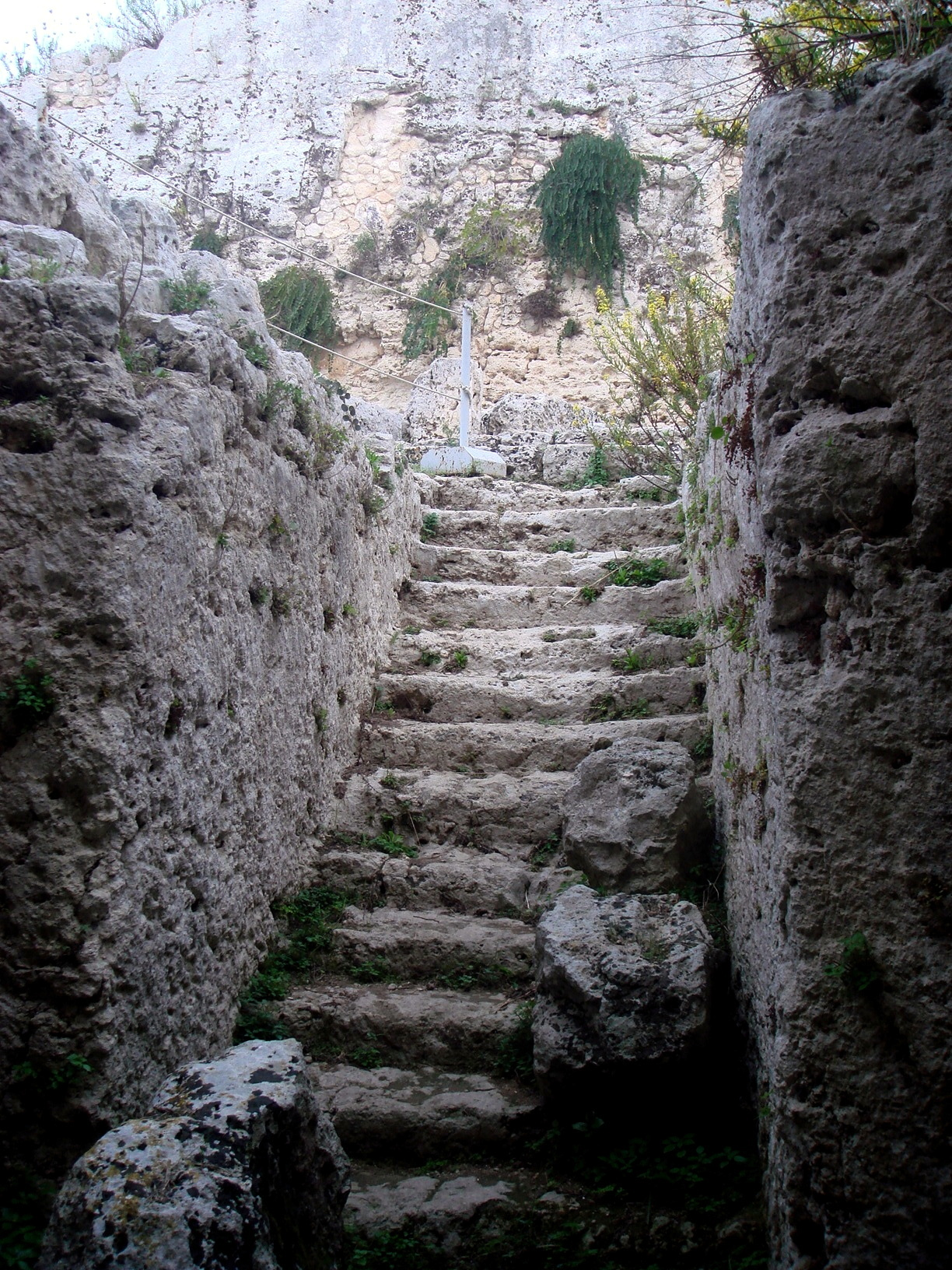
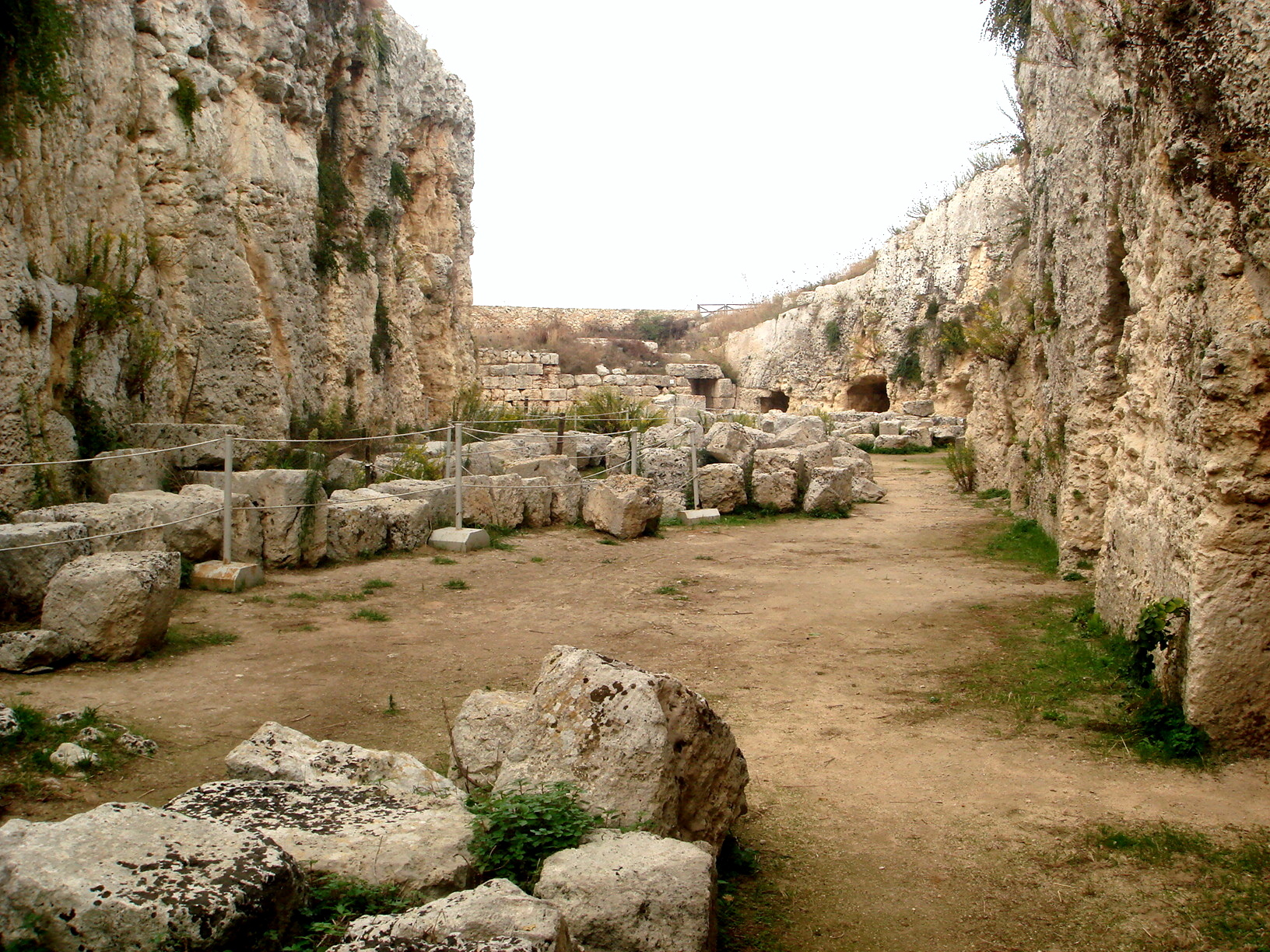
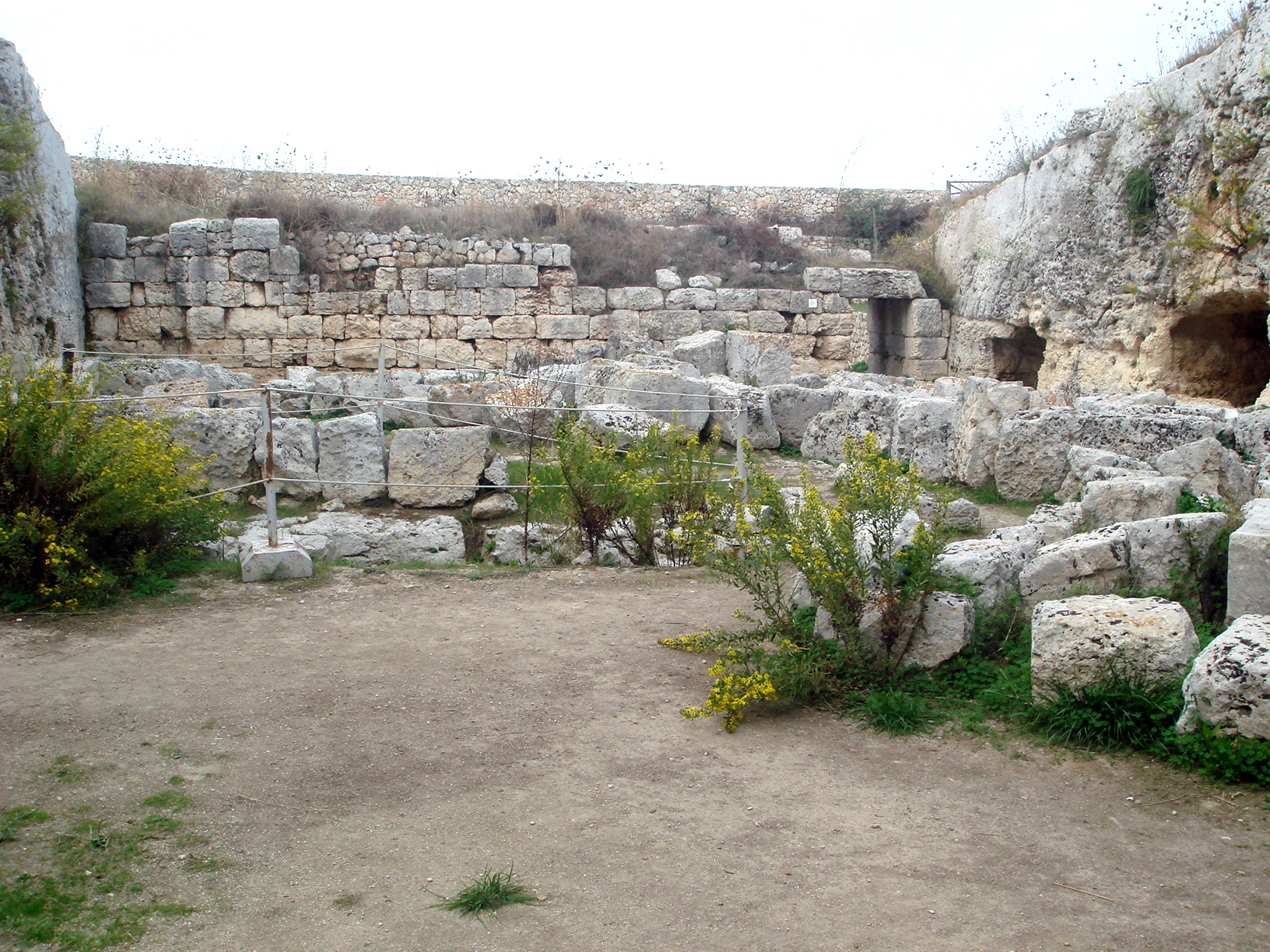
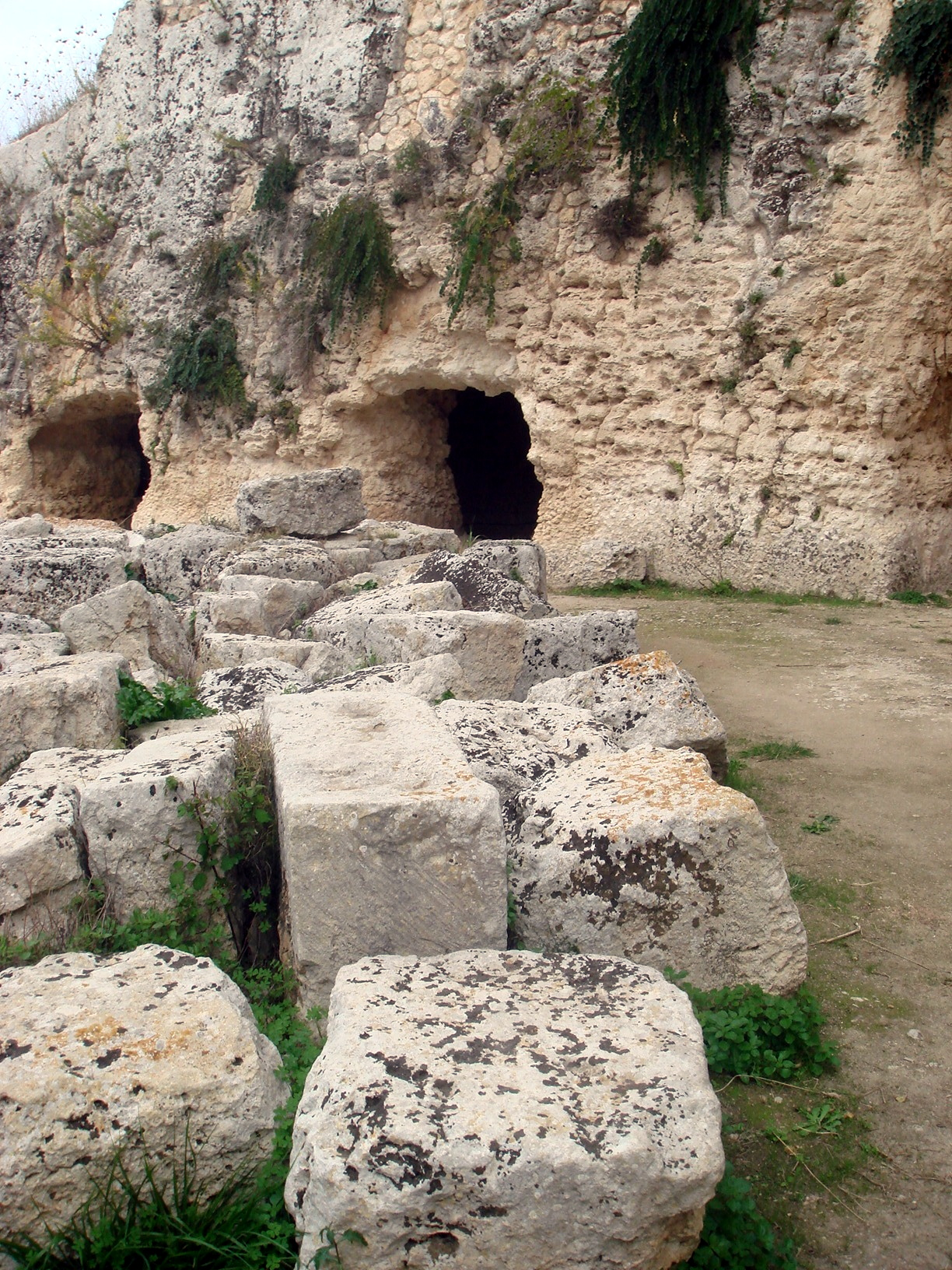
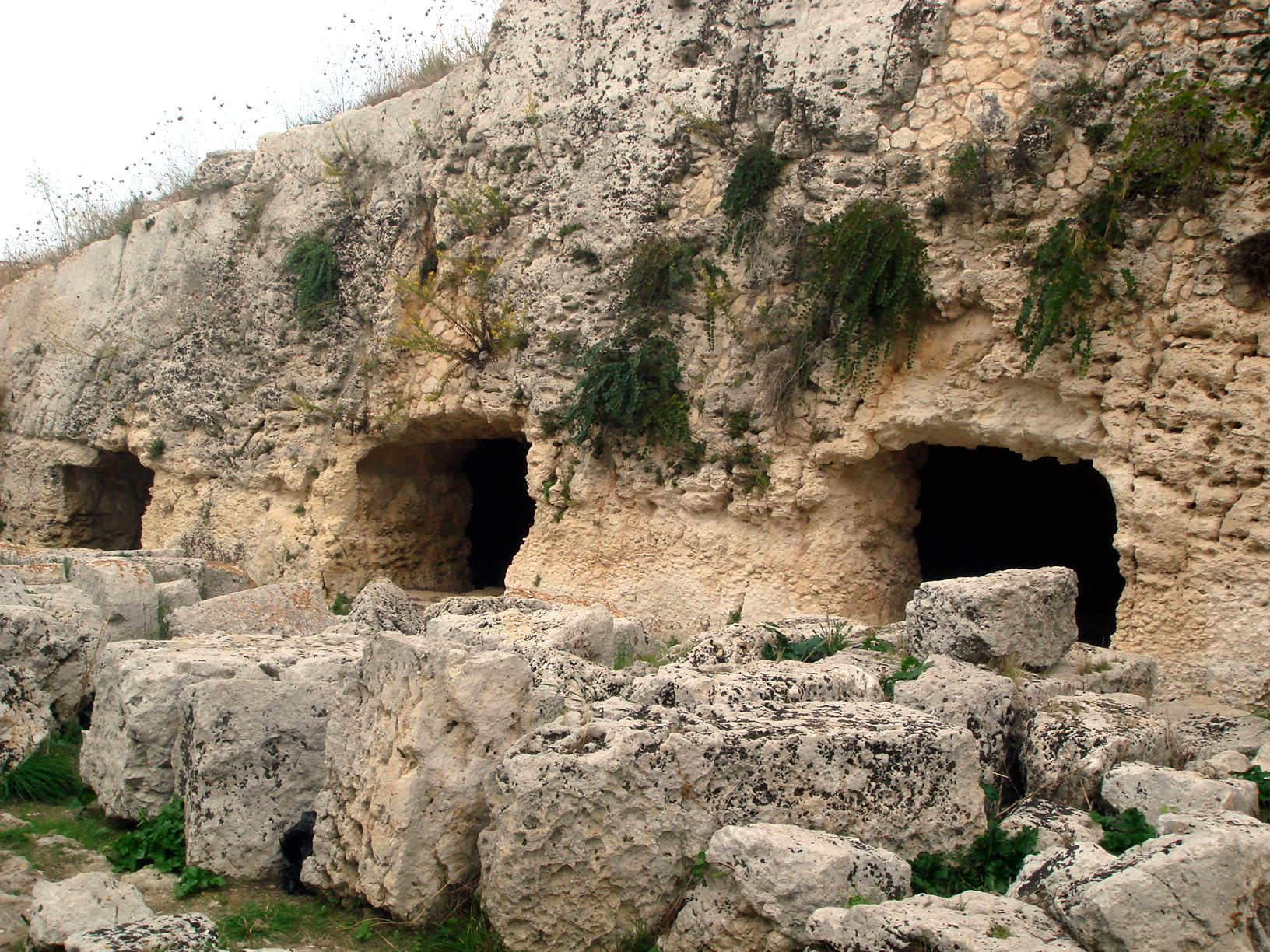
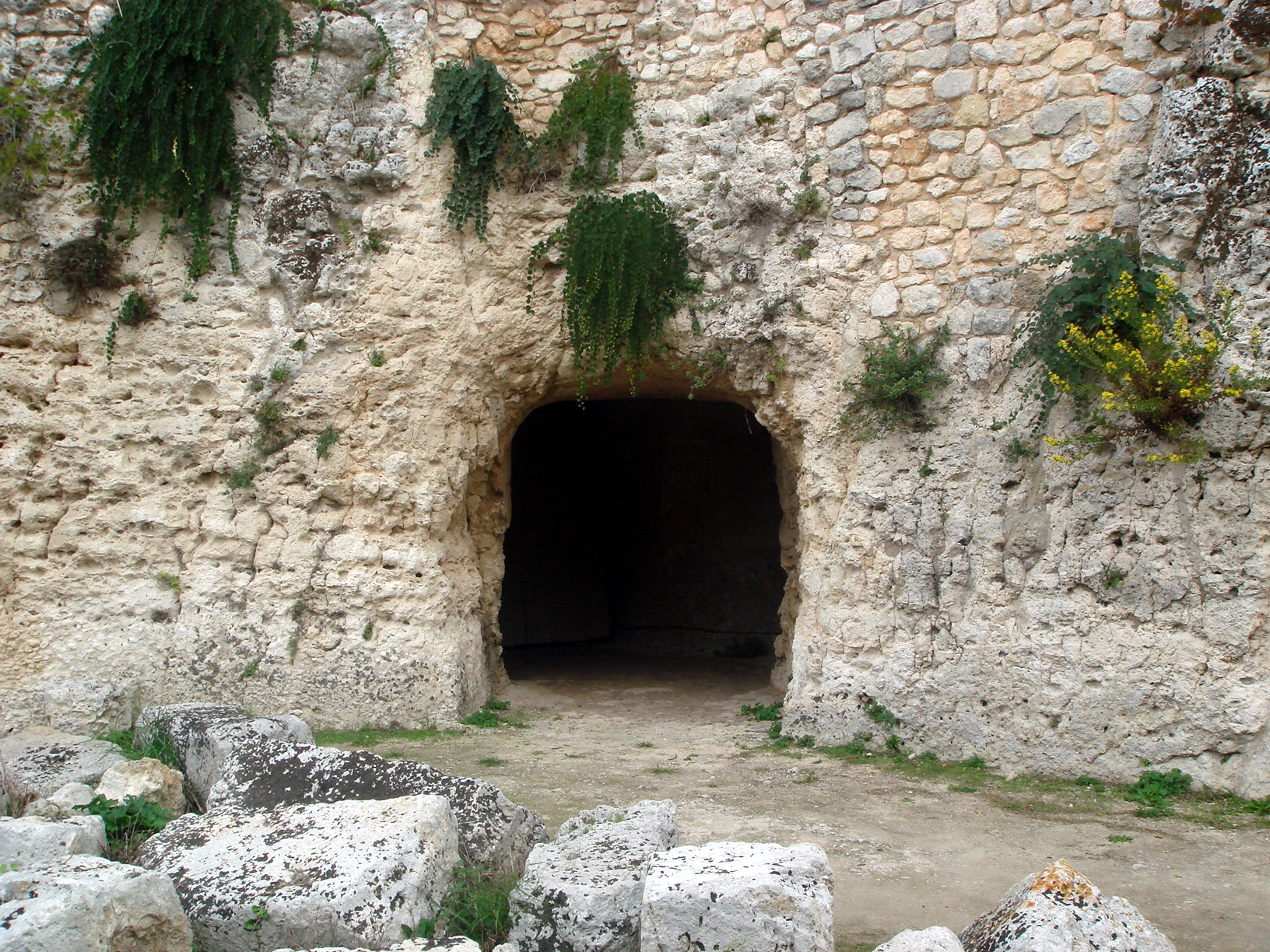
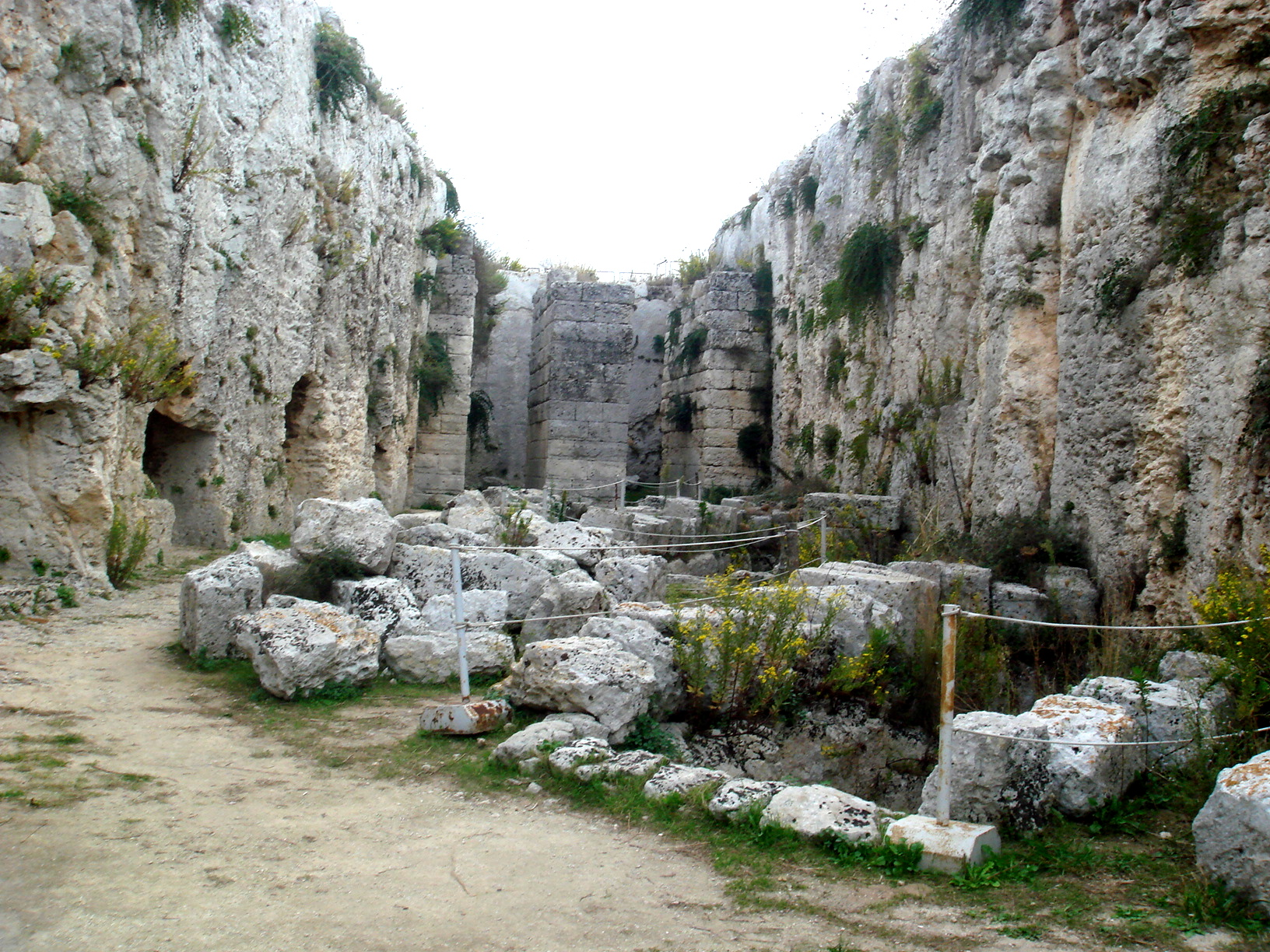
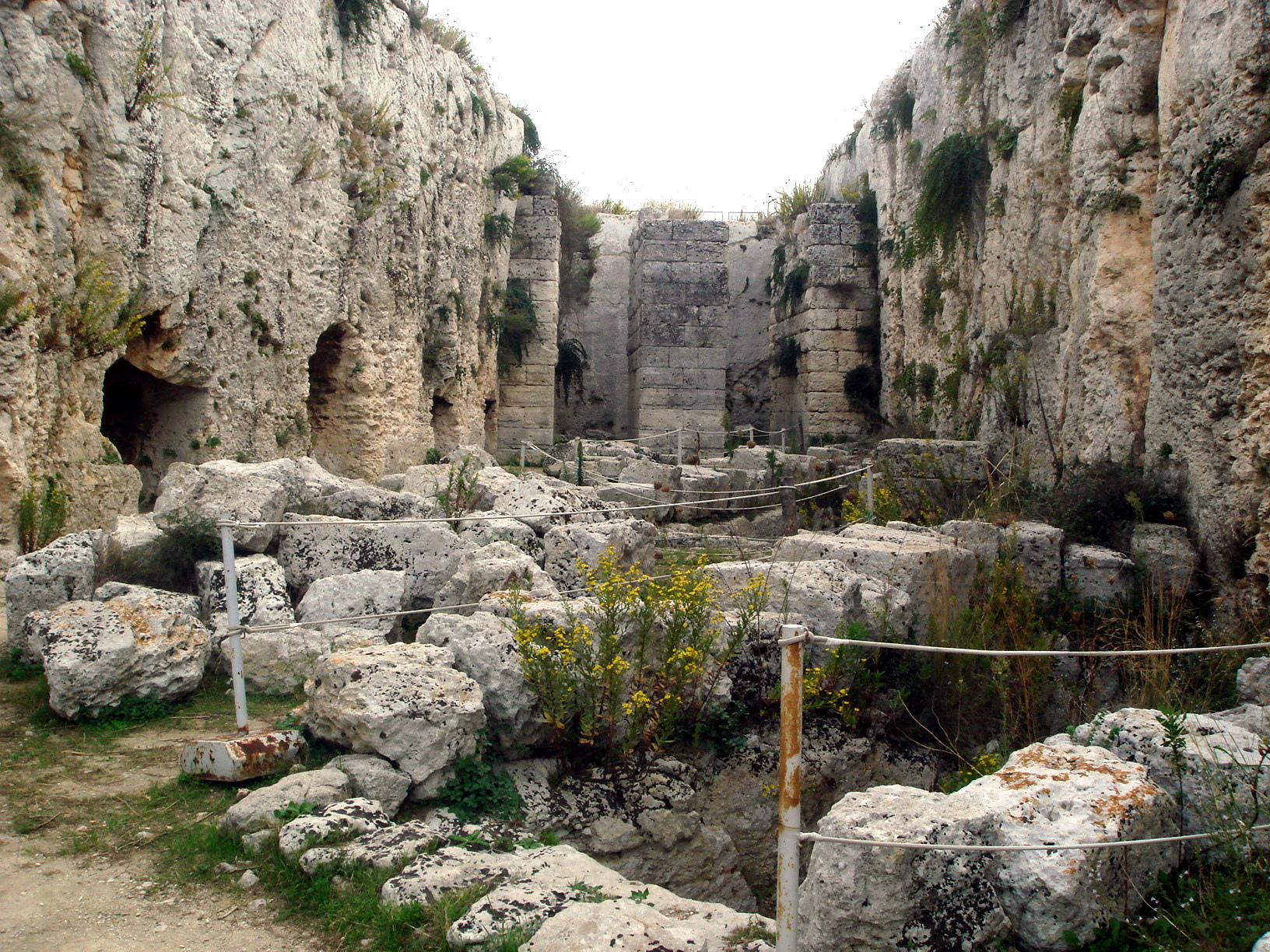